# クヴェードリンブルク
クヴェードリンブルク (Quedlinburg) は、ドイツ、ザクセン＝アンハルト州の都市。ハルツ山地の北東に位置し、ボーデ川が流れる。1994年に世界遺産（文化遺産）に登録された。人口は約23,000人。

## 歴史
石器時代以来人々がこの地に居住したとみられている。市の高台シュロッスベルク（Schlossberg）にはカロリング朝時代の防御施設の跡が見られる。麓にあった王宮 Quitilingaburg は922年 オットー王家の所有するところになっていた。935年頃その名が史料に現れる教会がヘルスフェルト（Hersfeld）修道院の所有からオットー家の所有に移行した。ハインリヒ1世“捕鳥王”はハンガリー人に対する防御のために防備施設の強化を行わせた。王は、この場所と推測される王宮に頻繁に滞在し、この地に葬られた。王の死後、妃のリンゲルハイムのマティルデ は936年聖ゼルヴァーツィウス立誓共唱共住会修道院（律院）（Kanonissenstift St. Servatius）を創設した。彼らの長男で王位後継者のオットー1世は王位就任後最初の、9月13日発行の文書においてこれを承認している。 オットーは962年皇帝としての戴冠のためにローマに遠征したが、多くの聖遺物を獲得し、母の修道院教会に寄贈した。973年開催のオットー大帝最後の帝国会議をはじめザクセン朝の全期間を通じて、クヴェードリンブルクは宮廷会議の開催地になり、オットー大帝の妃アーデルハイト（Adelheid）とオットー2世の妃テオーファヌ（Theofanu）も973年から978年までここに居住していた。王家の女性たちがザリエル朝時代まで修道院の指導者であった。共住する女性は高位貴族の女性であり、霊的生活と文化的生活が営まれた。修道院は豊かな寄進をうけ、「不入権」（Immunität）と「免属」（Exemtion）の権利によっても優遇された。王宮は961年聖ヤーコプ司教座教会参事会修道院（Kanonikerstift St. Jakob）とともに女性修道院長の支配下に置かれた（12世紀半ばにはプレモントレ会の修道院に変る）。998年から翌年にかけて18歳のオットー3世がローマ遠征を遂行した際には、叔母にあたる修道院長に帝国の摂政役をゆだねている。13世紀には40人の女性が共住していたといわれる。
都市としてのクヴェードリンブルクは修道院のあるシュッロッスベルクの周辺から形成されていき、994年には 神聖ローマ皇帝 オットー3世から市場開設権、造幣権、流通税徴収権を獲得した。1174年の記録には都市壁の言及もある。市と周辺の封建勢力との間に対立が続き、14世紀にクヴェードリンブルク市はアッシャースレーベン（Aschersleben）市およびハルバーシュタット（Halberstadt）市と都市同盟を結んだ。1358年女子修道院長は市にたいする都市君主権を断念し、市参事会が1396年にVogtei（代官職）を取得した。1384年に市はニーダーザクセン都市同盟に加盟している。しかし、フリードリヒ2世 (ザクセン選帝侯)（Kurfürst Friedrich II. von Sachsen）の娘、ヘートヴィヒ（Hedwig）が女子修道院長（1458-1511）になると、兄弟の派遣した兵力により、自治都市クヴェードリンブルクを屈服させた。Vogtei（代官職）は1479年に ヴェッティン家が取得した。922年から 1207年までにドイツの支配者たちがこの地に滞在した回数は69回、中世末期の面積（修道院領域を含む）は60ha強、人口約5千であった。1510年頃にはじめて出版されたドイツの民衆本『ティル・オイレンシュピーゲルの愉快ないたずら』第36話で主人公はこの町を訪れ、代金を払わずに農家のおかみさんから鶏を取った際に、自分は「尼僧院長さまの書記」（藤代幸一訳；阿部謹也訳では「律院院長の書記」）と身分を偽っている。
1514年13歳のアンナ・フォン・シュトルベルク（Anna von Stolberg）が修道院長に選ばれ、教皇レオ10世と皇帝 マクシミリアン1世によって承認された。しかし、彼女は市の宣教者の影響によって新しい信仰に傾き、旧教会に揺るぎない信仰を持ち続けるゲオルク髭公（ザクセン公ゲオルク）の死（1539年）を契機に共住の女性たちとともにプロテスタントの信仰に改宗した。1755年 プロイセンのフリードリヒ大王の妹、アンナ・アマーリエ（Anna Amalie）は修道院長になったが、ベルリンに居を移した。彼女の優雅な姿がアドルフ・メンツェル（Adolf Menzel）の「サンスーシー宮殿のフルートコンサート」に描かれている。
1936年、ナチス・ドイツの親衛隊長官ハインリヒ・ヒムラーは捕鳥王の没後1000年を記念した式典をクヴェードリンブルクで行なった。ハインリヒ・ヒムラーは自らを同名のハインリヒ獅子公（ザクセン公ハインリヒ3世）の生まれ返りと信じていたが、ハインリヒ1世に対しても同じように感じていたと思われる。1945年、アメリカ陸軍の将校ジョン・ミーダーがクヴェードリンブルク修道院の祭具を盗み出したが、1990年代に入るまで返還は行われなかった（クヴェードリンブルク祭具盗難事件）。第二次世界大戦後はドイツ民主共和国（東ドイツ）のハレ県に属した。1990年のドイツ再統一以降、現在までザクセン・アンハルト州に属す。1994年に世界遺産に登録された。

## 日本人の来訪者
日本出身のラッパーTOMOROが、１９歳の時にドイツに音楽活動の一環で訪れた際にクヴェトリンブルグの街並みとクヴェトリンブルグ城を見て感動したと話す。

## 観光名所
1300棟以上のロマネスク様式の美しい建物ファッハヴェルクハウス（木組みの家）や、グリュンダーツァイト時代（泡沫会社乱立時代）、ユーゲントシュティール時代の邸宅が今なお残り、ロマネスク街道の秘都と呼ばれている。司教座教会（聖セルヴァティウス教会）、シュロスベルク（城山）、旧市街は1994年に極めて重要な文化財であると評価され、ユネスコの世界遺産に登録された。このほか、ヴィペルティ教会の地下聖堂、ミュンツェンベルクのマリア修道院、ライオネル・ファイニンガー美術館、木組みの家博物館、ステンドグラスと工芸博物館、蒸気機関車の運行もある狭軌鉄道の中部ドイツ鉄道とおもちゃ博物館など、多くの見どころがある。

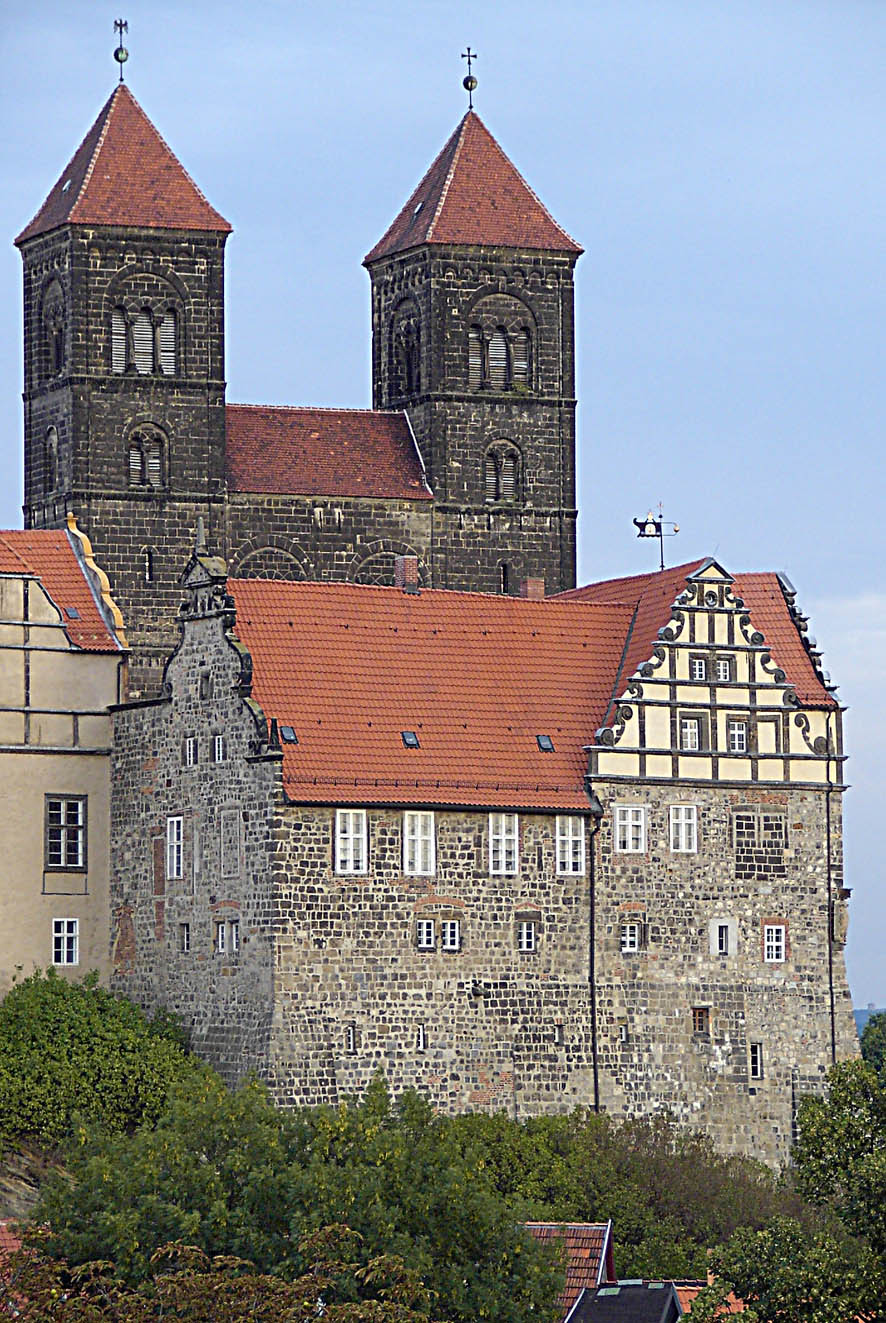
世界遺産、聖セルヴァティウス教会。ハインリヒはこの聖堂地下墓地に眠る。

### 世界遺産

#### 登録基準
この世界遺産は世界遺産登録基準のうち、以下の条件を満たし、登録された（以下の基準は世界遺産センター公表の登録基準からの翻訳、引用である）。
- (4) 人類の歴史上重要な時代を例証する建築様式、建築物群、技術の集積または景観の優れた例。

## 人口推移
| 年   | 人口（人） |
| ---- | ---------- |
| 1786 | 8,382      |
| 1807 | 10,476     |
| 1820 | 11,507     |
| 1830 | 12,001     |
| 1840 | 13,431     |

| 年   | 人口（人） |
| ---- | ---------- |
| 1852 | 13,886     |
| 1861 | 14,835     |
| 1871 | 16,800     |
| 1880 | 18,437     |
| 1890 | 20,761     |

| 年   | 人口（人） |
| ---- | ---------- |
| 1900 | 23,378     |
| 1910 | 27,233     |
| 1919 | 28,190     |
| 1950 | 35,426     |
| 1990 | 27,967     |

| 年   | 人口（人） |
| ---- | ---------- |
| 1995 | 25,844     |
| 1998 | 24,776     |
| 1999 | 24,559     |
| 2000 | 24,114     |
| 2001 | 23,901     |

| 年   | 人口（人） |
| ---- | ---------- |
| 2002 | 23,620     |
| 2003 | 23,216     |
| 2004 | 22,842     |
| 2005 | 22,607     |
| 2006 | 22,185     |

## 出身者
- マックス・バウアー - 軍人
- ギュンター・グラウ - 性科学者
- フリードリヒ・ゴットリープ・クロプシュトック - 詩人

## 姉妹都市
- ハン・ミュンデン (ドイツ、1992年）